# Aerials (phim)
Aerials là một bộ phim khoa học viễn tưởng UAE năm 2016 lấy bối cảnh ở thành phố Dubai, Các Tiểu vương quốc Ả Rập Thống nhất. Phim do S. A. Zaidi đạo diễn và Ghanem Ghubash sản xuất, đây là bộ phim khoa học viễn tưởng đầu tiên được quay tại UAE. Nội dung của Aerials chỉ miêu tả sự kiện người ngoài hành tinh kéo tới xâm lược thành phố Dubai. Phim có sự tham gia diễn xuất của những diễn viên như Saga Alyasery, Ana Druzhynina, Mansoor Alfeeli và Mohammad Abu Diak.

## Mở đầu
Trái Đất bị người ngoài hành tinh từ ngoài không gian đến xâm chiếm. Một cặp vợ chồng đa chủng tộc sống ở thành phố Dubai bị giam giữ tại nhà mình do không nắm rõ tình hình. Bị ngắt kết nối với thế giới bên ngoài do mất liên lạc, họ khám phá những khác biệt văn hóa xung quanh dựa theo khoa học hòng tìm hiểu lý do đằng sau việc người ngoài hành tinh đặt chân đến hành tinh này; chỉ để thấy mình phải đối mặt với một cặp đôi người ngoài hành tinh ngay tại nhà mình.

## Cốt truyện
Phần lớn bộ phim gồm ba phần. Trong đoạn đầu phim là cảnh một cặp đôi ở Dubai, vài tuần sau khi những chiếc phi thuyền khổng lồ của người ngoài hành tinh xuất hiện tại một số thành phố trên Trái Đất. Người ngoài hành tinh vừa xuất đầu lộ diện, nhưng dường như họ chẳng có hành động gì khác. Cặp đôi không hề tỏ ra sợ hãi, phấn khích hay thích thú với những chiếc phi thuyền ngoài hành tinh đến mức nói rằng "Tôi tự hỏi tại sao họ lại ở đây". Nhịp độ xuyên suốt bộ phim diễn ra khá chậm chạp và tất cả các nhân vật trong phim đều thờ ơ một cách đáng ngạc nhiên trước sự xuất hiện của người ngoài hành tinh. Trong phân cảnh thứ hai, người chồng dạo quanh thành phố, có vẻ như đang tìm kiếm nước, dù trước đó (và sau này) thể hiện cảnh quay họ đang làm việc tại nhà của mình. Anh chồng có nhiều cuộc gặp gỡ với cư dân trong thành phố cũng tỏ ra thờ ơ một cách đáng ngạc nhiên, chỉ quan tâm đến lý do tại sao người ngoài hành tinh lại ở đây, chứ không phải về những gì họ đang làm hoặc có thể làm, cũng như điều này sẽ ảnh hưởng như thế nào vào ngày mai hoặc năm sau. Trong phân cảnh thứ ba, người chồng liền trở về nhà. Trong lúc anh ta ra ngoài, vợ anh ta đã đến thăm (hoặc nhìn thấy) người ngoài hành tinh và tức giận vì chồng mình không có mặt ở đó. Họ nói chuyện thêm chút nữa, cũng với một thái độ rất khác biệt, cho đến khi bị gián đoạn trước sự hiện diện của một người bạn tại nhà của họ vào lúc này trông hơi quẫn trí. (Cảm xúc nhiều nhất mà mọi người đều thể hiện trong toàn bộ phim) Người bạn này tiếp tục suy nghĩ về lý do tại sao họ lại có mặt ở đây. Một lúc sau, người ngoài hành tinh đột ngột rời đi ngay khi họ ló mặt trước đám đông, sự thay đổi đáng chú ý duy nhất đến từ góc nhìn của Trái Đất xem ra là bầu khí quyển trở nên nguội lạnh, đảo ngược một số cảnh báo toàn cầu gần đây. Chẳng thấy mệt mỏi chút nào cả, người chồng liền bỏ đi, và trong khoảnh khắc cuối cùng của bộ phim, người vợ lại hiện ra để bắt đầu một chuyến viếng thăm khác nữa.
Phim nhìn chung chẳng có lấy có sự phân tích hay đoạn kết sau cùng, và không có bài học nào dễ hiểu dành cho người xem.

## Đón nhận
Những đánh giá về bộ phim này rất tiêu cực. Nó chỉ xuất hiện tại các rạp chiếu phim của UAE.

## Diễn viên
- Saga Alyasery vào vai Omar
- Ana Druzhynina vào vai vợ của Omar
- Mansoor Alfeeli vào vai Marwan
- Mohammad Abu Diak vào vai Chàng trai trong ô tô
- Pascale Matar vào vai Sara
- Luke Coutts vào vai Anh chàng bán bảo hiểm
- Abeer Mohammed vào vai Biên tập viên thời sự tiếng Ả Rập
- Tamara Ljubibratic vào vai Biên tập viên thời sự 1
- Derrik Sweeney vào vai Biên tập viên thời sự 2

## Phát hành
Đoạn trailer chính thức của phim đã được phát hành tại hội thảo Middle East Film and Comic Con ở Dubai, và IGN Middle East Abu Dhabi. Phim được phát hành tại các rạp chiếu phim của Các Tiểu vương quốc Ả Rập Thống nhất vào ngày 16 tháng 6 năm 2016.